# Религии в Волгоградской области
Религии Волгоградской области
Согласно статистике Управления Министерства Юстиции Российской Федерации по Волгоградской области на 1 января 2017 года в Волгоградской области насчитывается 417 религиозных организаций.
| Русская православная церковь      | 268 |
| Старообрядцы                      | 11  |
| Римско-католическая церковь       | 5   |
| Ислам                             | 43  |
| Буддизм                           | 2   |
| Иудаизм ортодоксальный            | 4   |
| Иудаизм современный               | 0   |
| Евангельские христиане - баптисты | 19  |
| Христиане веры Евангельской       | 8   |
| Евангельские христиане            | 16  |
| Пятидесятники                     | 9   |
| Адвентисты седьмого дня           | 15  |
| Лютеране                          | 4   |
| Методисткая церковь               | 1   |
| Пресвитерианская церковь          | 3   |
| Свидетели Иеговы                  | 0   |
| Иные вероисповедания              | 9   |

## Православие на территории Волгоградской области в сер. XVI - нач. XXI в.
В 1555 г. была образована Казанская епархия. В 1589 г. воеводы князья Г. О. Засекин-Зубок, Р. В. Алферьев-Нащокин и И. А. Нащокин построили на о-ве Царицын на Волге деревянную крепость и в ней церковь.
В 1614-1620 гг. Царицынская крепость была перенесена на правый берег Волги, в ней построили церкви, по-видимому Иоанно-Предтеченскую и Троицкую, при которыхрых в 60-х гг. того же столетия возникли женский и мужской монастыри, в 50-х гг. XVII в. в Царицыне упоминается женский монастырь в честь Владимирской иконы Божией Матери.
В 20-х гг. XVIII в. правительство принимало меры для христианизации калмыков и расселения их на малоосвоенных землях Поволжья.  В 1725-1734 гг. приняли Крещение около 1700 калмыков, новообращенных селили в Царицыне, Чугуеве и Астрахани.
К кон. XVIII в. в Царицыне действовали 6 храмов (в т. ч. кафедральный Успенский собор, построенный в 1683) и несколько часовен, в Дмитриевске (совр. г. Камышин) - 4 храма. В 1913 г. на территории Волгоградской области находились 7 монастырей и ок. 600 храмов, в Царицыне действовали 16 православных церквей, завершалось строительство в центре города Александро-Невского собора (освящен в 1918).

## Старообрядцы, субботники, молокане
В посл. трети XVII в. старообрядцы активно селились на территории современной Волгоградской области.
Большинство современных центров старообрядчества ложилось в кон. XVII - нач. XVIII в. на основе древних и новосозданных станиц, таких как Михайловская и Кумылженская (на Хопре), Усть-Хопёрская и Усть-Медведицкая (на Дону), Глазуновская и Берёзовская (на Медведице), и хуторов Суровикин, Котельников, Калачёвский (Калач) - между Чиром и Цимлой (ныне Цимлянское водохранилище).
В 1912 г. в Дубовке насчитывалось 709 старообрядцев разных согласий. Наряду со старообрядцами, признающими Белокриницкую иерархию в городе жили отделившиеся от молокан субботники и  баптисты.

## Католичество
Католические приходы на территории области появились во 2-й пол. XVIII - нач. XIX в. в результате заселения этих земель иностранцами. В окт. 1856 г. были учреждены Саратовский деканат с приходами в Камышине и Царицыне и Каменский деканат, включивший приходы в немецких колониях Семёновке и Усть-Грязнухе (Гебель) Камышинского у. В 1899 г. в Нобелевском нефтяном городке на севере Царицына, где трудились французские специалисты и рабочие, был построен костел в честь Успения Девы Марии (закрыт в 1935); в 1998 г. был освящен новопостроенный костел во имя св. Николая.  В 1977 г. католический приход был зарегистрирован в пос. Петров Вал.

## Протестантизм
Лютеране
В 1762 и 1763 гг. имп. Екатерина II Алексеевна в целях ускоренного освоения юж. окраин России издала неск. манифестов, в которых приглашала иностранцев поселиться в России и определяла для них места и условия проживания, а также права переселенцев.  Община гернгутеров на берегу р. Сарпы основала сел. Сарепта (ныне в Красноармейском р-не Волгограда), где в 1772 г. построила кирху; на рубеже XIX-XX вв. бо́льшая часть членов общины вернулась в Германию. К 1880 г. на территории современной Волгоградской области жили ок. 500 лютеран, к нач. XX в.- ок. 2 тыс. В немецких поселениях имелись молитвенные здания, в частности до 1939 г. лютеране проводили богослужения в кирхе в Сарепте.
Баптисты и евангельские христиане
Во 2-й пол. XIX - нач. XX в. Поволжье стало местом распространения баптистского движения и движения евангельских христиан. Наиболее крупные общины баптистов и евангельских христиан действовали в селах Пришиб (ныне г. Ленинск), Заплавное и Дубовка. На рубеже XIX-XX вв. в Царицыне прошли съезды баптистов, в которых приняли участие представители евангельских христиан: в 1898 г. было принято решение о совместной работе.
В 1945 г. открылись молитвенные дома ЕХБ в Ленинске, Сталинграде, Фролове, Урюпинске, Михайловке, в 1946 г.- в с. Заплавном Ленинского р-на. В 1954 г. Сталинград посетила делегация Всемирного союза баптистов. В 1977 г. в Волгограде было построено здание молитвенного дома, в котором в 1982 г. прошло празднование 100-летия Царицынской-Волгоградской церкви ЕХБ.

## Другие протестантские деноминации
В кон. 40-х - нач. 50-х гг. XX в. в области появились первые общины христиан веры евангельской (пятидесятников). В 1992 г. начала работу Поволжская миссия Российской церкви христиан веры евангельской.  В 1995 г. была офиц. оформлена региональная орг-ция «Церкви «Благодать Иисуса Христа»».
В нач. XX в. общины адвентистов седьмого дня действовали в Камышине, в слободе Николаевской, в с. Н. Добринка. В 1908 г. Саратовский губернатор разрешил ежегодные собрания адвентистов в Камышине и в 1909 г. в Царицыне.

## Иудаизм
17 окт. 1888 г. в Царицыне открылась синагога, в 1911 г. в центре города построили хоральную синагогу, община просуществовала до кон. 20-х - нач. 30-х гг. XX в. В 1993 г. была зарегистрирована иудейская община.

## Ислам
К сер. XIX в. в Царицыне действовали 2 мечети, в июне 1919 г. открылась 3-я. В 20-х гг. XX в. после закрытия этих мечетей мусульманским центром области стала мечеть в с. М. Чапурники (ныне Светлоярского р-на), которая действовала до 1941 г. и вновь открылась в мае 1946 г. В нач. 80-х гг. были зарегистрированы мусульманские общины в Волгограде, Палласовке, селах Маляевка и Бахтияровка Ленинского р-на, Латошинка Старополтавского р-на; началось строительство мечетей. Действует Волгоградское региональное духовное управление мусульман, входящее в Центральное духовное управление мусульман России (центр в Уфе). Большинство мусульман области живут в Волгограде, Волжском, а также в Суровикинском, Светлоярском, Среднеахтубинском, Ленинском, Быковском, Палласовском, Старополтавском районах.

## Буддизм
Буддизм на территории современной Волгоградской области появился в 1-й пол. XVII в.
К 2005 г. в Волгограде зарегистрированы 2 буддийские общины, представляющие направления Карма Кагью (1992) и Гелугпа (2000). Руководство ими осуществляют центры в Элисте (Калмыкия).

## Новые религиозные движения
Первые сведения о свидетелях Иеговы в Волгоградской области относятся к 1955 г., некоторые ее члены работали на строительстве Волжской ГЭС. К нач. 60-х гг. была создана община иеговистов, а в 80-х гг. они уже действовали в Ленинске, Суровикине, Волгограде, Михайловке и в Городищенском р-не.
В 1992 г. в Волгограде получило регистрацию «Общество сознания Кришны». В нач. 90-х гг. появились по одной орг-ции «Новоапостольской церкви» и «Церкви Иисуса Христа святых последних дней».